# Eupithecia nigricata
Eupithecia nigricata är en fjärilsart som beskrevs av Vorbrodt 1917. Eupithecia nigricata ingår i släktet Eupithecia och familjen mätare. Inga underarter finns listade i Catalogue of Life.